# Фейсал II
Фейсал II (на арабски: الملك فيصل الثاني Ал-Малик Фейсал Ат-тани) (2 май 1935 – 14 юли 1958) е последният крал на Ирак. Той управлява страната от 4 април 1939 до юли 1958, когато е убит по време на Иракската революция от 14 юли заедно с други членове на семейството му. Смъртта на Фейсал II бележи краят на 37-годишното управление на Хашемитите в Ирак, който става република.